# Boisgeloup
Boisgeloup es una aldea de Gisors en el departamento de Eure, situada a unos 63 km de París. 
En ella se alberga el Château de Boisgeloup, donde Pablo Picasso tenía un estudio (L'Atelier du Sculpteur) en el que realizó muchas esculturas. Allí vivió de 1930 a 1936 con Marie-Therese Walter, una de sus amantes. También hay un pequeño museo, donde se exponen obras, pinturas y esculturas de Picasso. 